# Константин Михайлов (хокеист)
Константин Михайлов е български професионален хокеен вратар.

## Биография
Константин Михайлов е роден на 22 май 1964 г. Участва на рекордните 28 световни първенства по хокей на лед в състава на българския национален отбор и на три световни първенства по хокей с ролкови кънки. Удостоен е с наградата Ториани на Международната федерация по хокей на лед (IIHF) присъждана за „изключителна кариера на играч от нехокейна нация“. Играе за Левски София от 1984 по 2004 г. През 2002 – 2003 г. играе за турския отбор „Истанбул патен кулюбю“. През 2004 – 2005 играе във отбор от втора френска дивизия след което се завръща в България. От 2005 до 2007 играе за Академика (София), от 2007 to 2012 за Славия София от 2012 до 2014 за ЦСКА (София) и от 2015 до 2019 за Спортен клуб ИРБИС-СКЕЙТ София. Обявен е за най-добър вратар на българската хокейна лига през сезони 1991 – 1992, 2011 – 2012 и 2012 – 2013, а също така и за най-добър вратар на А група на Континенталната купа на IIHF през 2013 – 2014.